# Andrea Chávez Treviño
Andrea Chávez Treviño (Ciudad Juárez, Chihuahua; 8 de marzo de 1997) es una abogada, activista y política mexicana, miembro del partido Morena. Desde el 1 de septiembre de 2024 se desempeña como senadora de la República, siendo la senadora más joven de su cámara.

## Biografía

### Trayectoria académica
Nacida el 8 de marzo de 1997 en Ciudad Juárez, Chihuahua, siendo hija de José Luis Chávez Vigueras y Lizbeth Treviño Valenzuela; es licenciada en Derecho por la Universidad Autónoma de Ciudad Juárez. En 2017 fue seleccionada por la organización Women2Women, cuyo objetivo es involucrar a mujeres jóvenes en la política y problemáticas sociales así como brindarle a la comunidad femenina herramientas para aprender a liderar, para participar en su Congreso Mundial. 

### Activismo
En 2012, con apenas 15 años, fundó la asociación Agentes del Cambio que Trascienden, y de 2013 a 2015 fue parte de la Embajada Mundial de Activistas por la Paz.

## Trayectoria política
Se afilió al Movimiento Regeneración Nacional en 2018, y en ese mismo año se volvió representante general de los equipos de campaña en el distrito 4 de Ciudad Juárez. Además se desempeñó como asesora parlamentaria en el Senado de México. En 2020 participó en el Foro de Violencia contra las Mujeres y Feminicidios, organizado por el Consejo Nacional de Ciencia y Tecnología.
Como militante del Movimiento de Regeneración Nacional ha sido parte de los colectivos Feministas 4T y Red Feminista para la Transformación. Ha participado también con el instituto de formación política de morena en temas del feminismo y la marea verde.

### Diputada federal (2021-2024)
En 2021 fue la diputada federal más joven en la LXV Legislatura del Congreso de la Unión de México, llegando a este escaño por la vía plurinominal, donde se desempeñó como Secretaria de la Comisión de Igualdad de Género y de la Comisión de Puntos Constitucionales, así como integrante de la Comisión de Justicia.

### Senadora por Chihuahua (2024-2030)
El 20 de diciembre de 2023 se anunció que Chávez sería candidata de la coalición Sigamos Haciendo Historia, conformada por los partidos Morena, del Trabajo y Verde Ecologista de México a senadora por Chihuahua en fórmula con Juan Carlos Loera de la Rosa para las elecciones de 2024.
En las elecciones generales del 2 de junio de 2024, fue electa senadora de la república, al obtener la fórmula que encabezaba el 51.70% de los votos, trece puntos encima del binomio liderado por la candidatura del panista Mario Vázquez Robles que logró el 37.95%; obteniendo su escaño por el principio de la mayoría relativa junto con Juan Carlos Loera de la Rosa.

## Controversias

### Vuelo militar privado
Fue objeto de polémica una vez que en redes sociales se esparcieran fotografías de algunos de sus familiares a bordo de una aeronave dispuesta por la Secretaría de la Defensa Nacional (SEDENA), esto, al encontrarse apoyando en su aspiración presidencial al ex-secretario de gobernación, Adán Augusto López Hernández, fungiendo ella como vocera de campaña.
Esto fue cuestionado por legisladores federales, quienes denunciaron el hecho y exigieron una explicación, lo que fue respondido por la diputada con el señalamiento de una «guerra sucia» en su contra y sugiriendo que se trataba de photoshop. En redes sociales se cuestionó la evasión que hiciera a la solicitud de aclarar si sus familiares habían sido transportados por la SEDENA, o si habían sido trasladados en un avión privado, incumpliendo con esto la austeridad a la que se comprometiera el precandidato de morena para el proceso interno.

### Participación en la ONU
Aunque señaló que en 2015 habría fungido como representante de México en el foro Youth, Peace, and Security, un programa de empoderamiento juvenil y feminista llevado a cabo por la Organización de Naciones Unidas en Amán, Jordania, un reportaje desmintió lo dicho toda vez que ni en el registro del foro o en alguna red social, podría verse participación de Chávez Trevino en él.

### Resolución 2250
Señaló que habría participado en labores de investigación sobre temas de violencia de género enfocandose en la problemática del feminicidio, lo que le habría llevado a colaborar con la redacción del apartado sobre feminicidio para la Resolución 2250, del Consejo de Seguridad de la ONU, sin embargo, dicha resolución no tendría ningún apartado sobre «feminicidio» ya que la misma trata de conflictos armados, extremismo y su impacto en la paz y la juventud, sin mencionar el apartado en que Chávez habría señalado participó.

### Caricatura polémica
En octubre de 2024, Andrea Chávez, anunció que presentará una denuncia penal contra el caricaturista  Antonio Garci Nieto por difundir una imagen sexual editada y violar su intimidad.

### Campaña anticipada
La senadora Chávez ha sido denunciada por promover su imagen anticipadamente con fines electorales a la gubernatura de Chihuahua, a través de unidades médicas móviles propiedad del empresario Fernando Padilla, quien las puso a su disposición a manera de “donativos”. Padilla fue también parte de la precampaña presidencial de Adán Augusto López Hernández, y contratista de su gobierno en su etapa como gobernador. Por otra parte, se ha señalado que en un promedio de tan solo tres meses, Chávez ha erogado en publicidad política de redes sociales más de 300 mil pesos.